# Bernard Tchibambelela
Bernard Tchibambelela (ur. 14 czerwca 1946 w Brazzaville, zm. 21 maja 2025 tamże) – kongijski polityk, sekretarz generalny Kongijskiego Ruchu na rzecz Demokracji i Rozwoju Integralnego, od 1992 do 1997, a następnie od 2007 do 2017 był deputowanym do Zgromadzenia Narodowego Republiki Konga, w którym to w 1992 roku był I wiceprzewodniczącym, a od 2007 do 2012 roku był jego II wiceprzewodniczącym. Od 2012 do 2016 roku był ministrem rybołówstwa i akwakultury.

## Życiorys
Uzyskał doktorat z ekonomii oraz z prawa wiejskiego. Posiadał także stopień inżyniera rolnictwa uzyskany na Uniwersytecie w Tuluzie. Od 1982 do 1999 roku był dyrektorem generalnym Bank of Rural Credit. W lipcu 1989 roku został wybrany członkiem Komitetu Centralnego Kongijskiej Partii Pracy (PCT). W 1991 roku odszedł z PCT i dołączył do Kongijskiego Ruchu na rzecz Demokracji i Rozwoju Integralnego (MCDDI). W wyborach parlamentarnych w 1992 roku, kandydując z list MCDDI w okręgu Goma Tsé-Tsé (w departamencie Pool), uzyskał mandat deputowanego do Zgromadzenia Narodowego. Od września do listopada 1992 roku pełnił funkcję I wiceprzewodniczącego Zgromadzenia. 17 listopada 1992 roku prezydent Pascal Lissouba rozwiązał parlament, w wyniku czego utracił on swoje stanowisko. W powtórzonych wyborach w 1993 roku uzyskał reelekcję na stanowisku deputowanego. Pozostał nim do 1997 roku.
28 lutego 2006 roku został przez Bernarda Kolelasa powołany na członka komitetu krajowego MCDDI. Po wyborach parlamentarnych w 2007 roku powrócił do Zgromadzenia Narodowego, kandydując z list MCDDI w okręgu Bandza-Ndounga w departamencie Pool. Uzyskał wówczas 60,98% głosów. 4 września tegoż roku został wybrany II wiceprzewodniczącym Zgromadzenia.
Reelekcję na stanowisku deputowanego uzyskał również w wyborach parlamentarnych w 2012 roku, kandydując w okręgu Mbanza-Ndounga z list MCDDI. Uzyskał wówczas 71.85% głosów. 25 września 2012 roku został zaprzysiężony w skład rządu na stanowisku ministra rybołówstwa i akwakultury. Po zmianach w rządzie 30 kwietnia 2016 roku, nie został ponownie wybrany ministrem. Na stanowisku ministra rybołówstwa zastąpił go Henri Djombo. Następnie powrócił na stanowisko deputowanego.
Kandydował do Zgromadzenia Narodowego w wyborach parlamentarnych w 2017 roku. Nie uzyskał mandatu.
Zastąpił Guy Brice Parfait Kolélas na funkcji sekretarza generalnego Kongijskiego Ruchu na rzecz Demokracji i Rozwoju Integralnego.